# Inascoltable
Inascoltable è il primo album del gruppo musicale rock bolognese Skiantos, pubblicato su etichetta Harpo's Bazaar nel 1977 in formato musicassetta.

## Il disco
L'album è stato registrato in una notte del settembre 1977 inventando la musica sul momento. Questo album è stato inizialmente distribuito solo come musicassetta dalla Harpo's Bazaar (in seguito Italian Records) e successivamente stampato come LP. Nel 2008 è stato ristampato su CD con libro e video Shake edizioni.

## Tracce
Lato A
1. Permanent Flebo
2. Lieve Affranto (Moderato Dolore)
3. Io ti spacco la Faccia (Dal Vivo)
4. Makaroni
5. Io sono un Pestone
6. Non puoi troncarmi un Rock
7. Permanent Flebo (Reprise)

Lato B
1. Sono Rozzo, sono Grezzo
2. Blues a Balues
3. Io vi odio
4. Spacco tutto
5. Inascoltable (Strumentale)
6. Io te la do su
7. Tutti Fatti

## Formazione
- Roberto "Freak" Antoni - voce
- Andrea "Jimmy Bellafronte" Setti - voce
- Stefano "Sbarbo" Cavedoni - voce
- Bubba Loris - voce
- Mario "Come-Lini" Comellini - voce
- Fabio "Dandy Bestia" Testoni - chitarra elettrica
- Andrea "Andy Bellombrosa" Dalla Valle - chitarra elettrica
- Gianni "Lo Grezzo" Bolelli - chitarra selvaggia
- Franco "Frankie Grossolani" Villani - basso elettrico
- Stefano "Ringo Starter" Sarti - basso in Non puoi troncarmi un rock
- Leonardo "Tormento Pestoduro" Ghezzi - batteria